# Campomanesia adamantium
É uma espécie de Campomanesia conhecida como Gabiroba-verde. Sendo uma planta da América do Sul e bem distribuída no Brasil, principalmente nos domínios de cerrado. Sua fruta é apreciada por humanos in natura, em sorvetes e doces,

## Sinônimos
- Campomanesia caerulea O.Berg
- Campomanesia caerulescens O.Berg
- Campomanesia cambessedeana O.Berg
- Campomanesia campestris (Cambess.) D.Legrand
- Campomanesia desertorum O.Berg
- Campomanesia glabra O.Berg
- Campomanesia glareophila Barb.Rodr. ex Chodat & Hassl.
- Campomanesia lancifolia Barb.Rodr. ex Chodat & Hassl.
- Campomanesia microcarpa O.Berg
- Campomanesia obscura O.Berg
- Campomanesia paraguayensis Barb.Rodr. ex Chodat & Hassl.
- Campomanesia resinosa Barb.Rodr.
- Campomanesia vaccinioides O.Berg
- Psidium adamantium Cambess.
- Psidium campestre Cambess.

## Morfologia e Distribuição
Arbusto decíduo, muito ramificado e lenhoso, de 0,51,5 m de altura e muito variável morfologicamente, encontradas nos campos e cerrados  desde Goias, Minas Gerais e Mato Grosso do Sul até Santa Catarina. Folhas simples, pecioladas, de lamina subcoriácea, glabra quando adulta de 3-10 cm de comprimento. Flores solitárias, axilares, andróginas, grandes, brancas e vistosas, com muitos estames que representam quase totalidade do volume da flor, formada de setembro a outubro. Frutos globosos, lisos, verde-amarelados ou verde-arroxeados que amadurecem de novembro a dezembro, com polpa suculenta de cor clara e sabor doce-acidulado, com muitas sementes moles.